# اسکوتشیتسه
سکوتشیتسه (به چکی: Skočice) یک منطقهٔ مسکونی در جمهوری چک است که در ناحیه ستراکونیتسه واقع شده‌است. اسکوتشیتسه ۹٫۸۱ کیلومتر مربع مساحت و ۲۰۰ نفر جمعیت دارد و ۴۶۲ متر بالاتر از سطح دریا واقع شده‌است.